# Katmis
Katmis is een dorpswierde ten westen van het Bierumermaar, dat vanouds behoorde tot het kerspel en het dorp Holwierde in de gemeente Eemsdelta. Katmis is altijd een klein dorp gebleven met de bebouwing geconcentreerd rond de driesprong Krewerderweg-Hoofdweg.

## Geschiedenis
De wierde meet 300 bij 235 meter en heeft tegenwoordig een hoogte van 2,68 meter boven NAP. De bebouwing is altijd geconcentreerd gebleven op het oostelijk deel van de wierde, rond de driesprong van de Krewerderweg met de Hoofdweg. Het westelijk deel van de wierde bleef op een boerderij na onbebouwd. De boerderij werd in 1890 ongeveer 100 meter verplaatst naar het zuiden, zodat het westelijke en zuidelijke deel van de wierde kon worden afgegraven. Het zuidelijk deel werd afgegraven tot ongeveer 1 meter onder NAP en doet tegenwoordig dienst als tennis- en ijsbaan.
De wierde is ongeveer 200 v.Chr. ontstaan; hij werd in de Volksverhuizingstijd verlaten en omstreeks 800 na Chr. opnieuw bewoond. De oudste vermeldingen zijn Katmense (1464), Katmens (1473) en Catmijssen (1551). De naam is vermoedelijk ontstaan uit *Katmingi (met als Leermens uit Lethermingi), waarbij uit een persoonsnaam Kate- of de familienaam Katma werd gekoppeld werd de meervoudsuitgang -ingi. De persoonsnaam is te vergelijken met Oudengels Ceatta en misschien met Noors Ketil.
Misschien had het dorp een kapel. Het nabijgelegen Oldeklooster had tenminste - volgens parochielijsten van omstreeks 1475 en 1561 - de status van een zelfstandige parochie. In een lijst van verdronken kerkdorpen komt rond 1475 de verbasterde naam Katelmesincke voor, die in de verte aan Katmis doet denken.
In 1344 wordt dit deel van het kerspel Holwierde voor het eerst vermeld als Heksetaclawa, het kluft van de 'Heekt-saters', de bewoners langs de Heekt. Op de wierde bevond zich vanouds de edele heerd Hooge Heem, waarschijnlijk een voormalige borg. Daarnaast buiten het dorp nog Thrifliath ('drie stromen', genoemd in 1344). Ook ten westen van de Heekt lagen de drie edele heerden van de Nes. Het dorp had verder in 1474 een korenmolen, een van de eerste in de provincie, mogelijk behorend bij het Oldeklooster.

## Bedrijvigheid
Begin 20e eeuw was Katmis nog een dorp met veel bedrijvigheid. Er waren begin 20e eeuw onder andere 2 cafés (waaronder 1 met doorrit), een wagenmakerij, smederij, schoenmakerij, kleermakerij, kapper, bakkerij, slagerij, mosterdmakerij, schippers en kruideniers. Veel winkeliers waren ook landbouwers. Aan de Krewerderweg 2 stond reeds voor 1628 een korenmolen, die rond 1750 werd vervangen door een nieuwe. Deze brandde af in 1841 en werd hetzelfde jaar weer opgebouwd als korenmolen Eva. Deze werd op 24 april 1945 in brand geschoten door Canadezen omdat er Duitse sluipschutters in zouden zitten. Op de plaats van de molen werd later het dubbelhuis  't Ol Meulenhaim gebouwd. Tegenwoordig bestaat de bedrijvigheid uit een café, een bouwbedrijf en een benzinestation.
Haven
Bij Katmis lag als een zijtak van de Groote Heekt de haven van Holwierde. Hier kwamen schepen met turf, bieten, koren en grint, alsook de 2-wekelijkse 'Damvoarder' (voer boderitten op Appingedam). Begin 20e eeuw lagen er zomers ook veel kleine Friese schepen, wat Te maken had met de Friese arbeiders die op de omliggende boerderijen als 'vlastrekker' werkten. Tijdens de oorlog werden alle huizen aan rechterzijde van de haven verwoest. Na de oorlog werd de haven gedempt en werden er monumenten geplaatst voor de Nederlandse en Canadese slachtoffers van de Tweede Wereldoorlog.
Steenfabriek
Vanaf ergens in de 19e eeuw stond aan de Krewerderweg een van de twee steenfabrieken (tichelwerken) van Holwierde; Groepham van de familie Hofman, waar bakstenen en drainagebuizen werden gemaakt. In 1903 verkocht de familie Hofman het aan Hijlke Hijlkema uit Vledderveen, die de fabriek bestuurde tot ongeveer 1922. In 1915 had Hijlkema namelijk de steenfabriek Fivelmonde in Delfzijl gekocht, die de familie tot 2002 in bedrijf zou houden. De directeurswoning van deze Holwierdse steenfabriek werd later afgebroken en vervangen door een viertal woningen.

## Voorzieningen
Aan de hoofdweg 84, aan de noordelijke rand van Katmis, werd in 1902 een christelijke basisschool gesticht. Deze raakte zwaar beschadigd tijdens de Tweede Wereldoorlog en werd in 1997 gesloten in verband met een te klein leerlingenaantal.
Aan de Krewerderweg stonden begin 20e eeuw naast elkaar op nrs. 11 en 13 een gasthuis en armenhuis (afgebroken in jaren 1930). Aan de Hoofdweg ten noorden van de christelijke school stond vanaf ergens in de 19e eeuw het woonhuis Laanghoes (vanwege de lengte van het huis) voor de allerarmsten, dat zwaar beschadigd raakte tijdens de oorlog en in 1965 werd afgebroken. Aan oostzijde van het Laanghoes lag aan het einde van de akkers vroeger een klein begraafplaatsje met een houten hokje, waar de allerarmsten en aangespoelde zeelieden werden begraven.
Eind jaren 1970, begin jaren 1980 werd het sportcomplex Katmis aangelegd ten noordoosten van de wierde, de thuisbasis van de lokale voetbalclub VV Holwierde.

## De duivelse kei

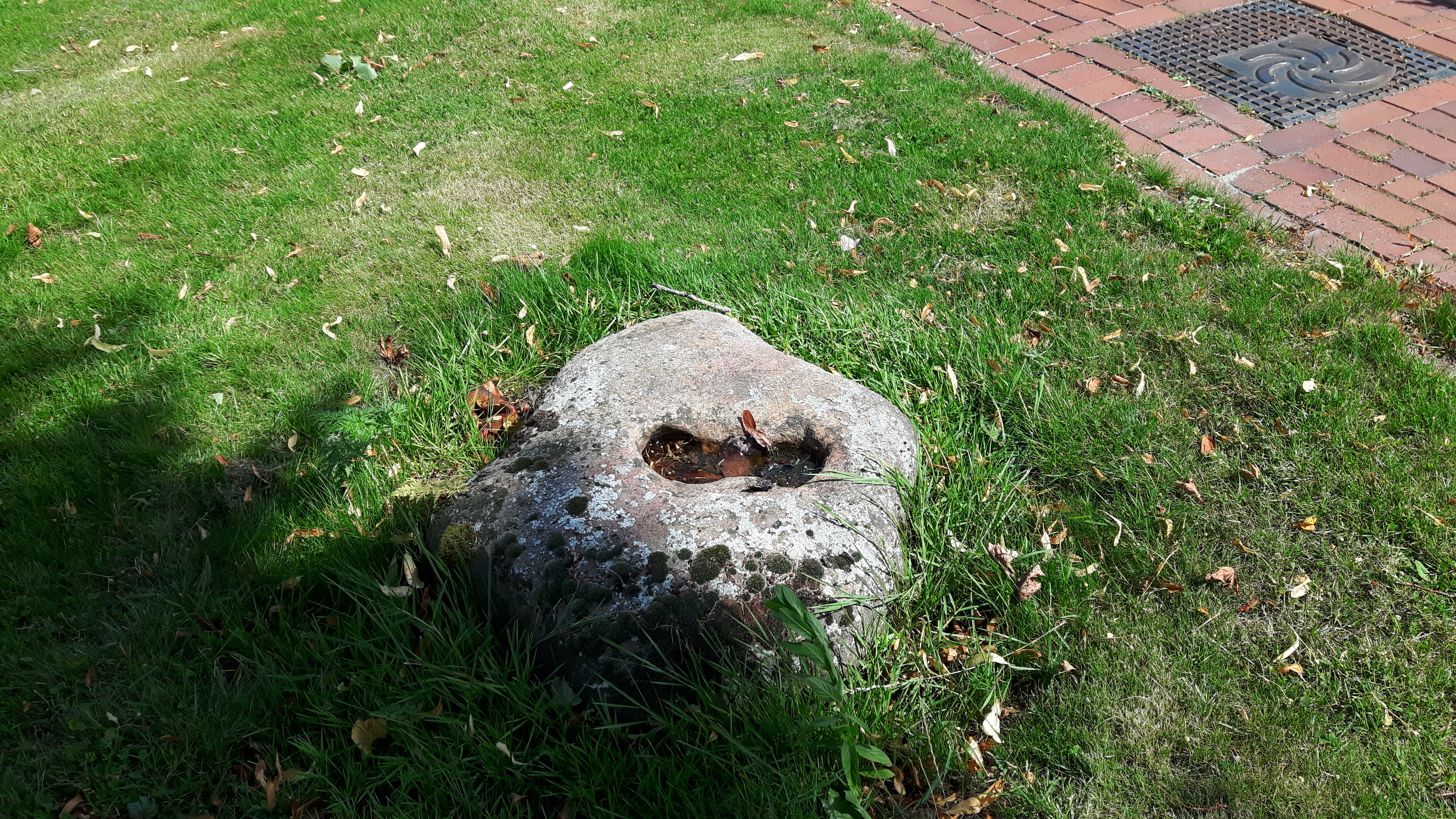
De duivelse kei in Holwierde, volgens een legende met de voetstap van de duivel

In het oosten van de wierde ligt op de driesprong van de Krewerderweg met de Hoofdweg een kleine kei die volgens een legende de voetstap van de duivel bevat. De duivel zou namelijk kwaad geworden zijn op een nacht omdat er na de kerstening van Katmis niet meer op de steen werd geofferd. Het ernaast gelegen café  't Keihoes is ernaar vernoemd.
Zie ook napjessteen.
Groningen: Steden en dorpen      Nederland: Provincies · Gemeenten